# Eton (Sprache)
Eton (auch Ìtón) ist eine Bantusprache und wird von rund 52.000 Menschen in Kamerun gesprochen (Zensus 1982).
Sie ist im Département Lekié in der Region Centre unter der Volksgruppe der Eton verbreitet.

## Phonologie
Eton ist eine Tonsprache. Sie verwendet drei Töne (tief, hoch und dissimulierend hoch) und schwebende Töne.

## Klassifikation
Eton ist eine Nordwest-Bantusprache und gehört zur Yaunde-Fang-Gruppe, die als Guthrie-Zone A70 klassifiziert wird.
Sie hat die Dialekte Essele, Mvog-Namve, Mvo-Nangkok und Beyidzolo.

## Grammatik
Eton ist eine SVO-Sprache. Wie im Bantu üblich, hat Eton ein Nomenklassensystem. Es gibt zwölf Klassen und die Klasse eines Nomens bestimmt, welches Übereinstimmungspräfix es empfängt und auslöst. Beispielsweise stimmen Verben mit der Nomenklasse des Subjekts überein.